# An-Li Pretorius-Kachelhoffer
Pour les articles homonymes, voir Pretorius.
An-Li Pretorius-Kachelhoffer, née le 16 août 1987 à Pretoria, est une coureuse cycliste sud-africaine qui a notamment participé à la course en ligne féminine de cyclisme sur route aux Jeux olympiques d'été de 2016 terminant à la 39e place.
En 2016, elle fait partie de l'équipe cycliste Lotto Soudal Ladies.

## Palmarès
- 2012
  - 2e du championnat d'Afrique sur route
  - 2e du championnat d'Afrique du contre-la-montre
  - 3e du championnat d'Afrique du Sud du contre-la-montre
- 2013
  - 2e du championnat d'Afrique du Sud sur route
- 2015
  - 6e étape du Tour cycliste féminin international de l'Ardèche
  -  Championne d'Afrique du contre-la-montre par équipes
  - 2e du championnat d'Afrique du Sud sur route
  - 2e de Hibiscus Cycle Classic
  - 3e de PMB Road Classic
- 2016
  -  Championne d'Afrique du Sud sur route
  -  Championne d'Afrique du contre-la-montre par équipes
  - 2e du championnat d'Afrique sur route
- 2017
  - 2e du championnat d'Afrique du Sud sur route